# Marat Robertowitsch Apschazew
Marat Robertowitsch Apschazew (russisch Марат Робертович Апшацев; * 27. Mai 2001 in Naltschik) ist ein russischer Fußballspieler.

## Karriere

### Verein
Apschazew begann seine Karriere bei Spartak Naltschik. Zur Saison 2018/19 rückte er in den Kader der ersten Mannschaft des Drittligisten. In seiner ersten Spielzeit kam er zu 21 Einsätzen in der Perwenstwo PFL. In der COVID-bedingt abgebrochenen Saison 2019/20 kam er zu 18 Drittligaeinsätzen. In der Saison 2020/21 absolvierte der Mittelfeldspieler 30 Spiele für Spartak.
Zur Saison 2021/22 wechselte Apschazew zum Zweitligisten Tschaika Pestschanokopskoje, der jedoch kurz vor Beginn der Saison aus der zweiten Liga verbannt und in die Perwenstwo PFL versetzt wurde. Daraufhin verließ er Tschaika wieder und wechselte schließlich im September 2021 zum Zweitligisten Tom Tomsk. Im selben Monat gab er gegen Torpedo Moskau sein Debüt in der Perwenstwo FNL. Für Tom Tomsk kam er bis zur Winterpause zu neun Zweitligaeinsätzen.
Im Januar 2022 wechselte er zum Erstligisten Rubin Kasan.

### Nationalmannschaft
Apschazew spielte im Juni 2019 dreimal für die russische U-18-Auswahl.